# М'ясна промисловість України
М'ясна промисловість України — галузь харчової промисловості, підприємства якої здійснюють заготівлю та забій худоби, птиці, кролів та виготовляють м'ясо, ковбасні вироби, м'ясні консерви, напівфабрикати (котлети, пельмені та інші кулінарні вироби). М'ясна промисловість забезпечує населення м'ясом, напівфабрикатами, готовими виробами. За вартістю виробленої продукції ця галузь посідає перше місце в харчовій промисловості. У великих містах розміщені м'ясокомбінати, у яких комплексно переробляють продукцію тваринництва. Однак необхідно більше наближати підприємства до районів розвинутого тваринництва, щоб уникнути далеких перевезень живих тварин.
Поряд з виробництвом харчових продуктів м'ясна промисловість випускає сухі тваринні корми, цінні медичні препарати (інсулін, гепарин, ліпокаїн та інші), а також амінокислоти та перо-пухові вироби. Побічні продукти забою худоби (вони становлять до половини фізичної маси туші тварини) йдуть на харчові, технічні, медичні та інші цілі. Вторинні продукти — (субпродукти 2 категорії, кров, кістки, жир, кишкова сировина).
Асортимент продукції м'ясної промисловості становить близько 400 найменувань.

## Історія
У Російській імперії перші комунальні бійні було збудовано у 80-х рр. XIX століття в Петербурзі та Москві. В 1913 році у Росії було вироблено 1,3 млн т м'яса. На території дореволюційної України підприємства із забою худоби й птиці та переробки м'яса працювали в Києві, Одесі, Харкові, Херсоні, Львові та ін. містах.

### Міжвоєнний період

#### СРСР
Після встановлення радянської влади та згортання нової економічної політики, початку колективізації та індустріалізації підприємства галузі поступово модернізувалася. У довоєнні роки в республіці було збудовано потужні м'ясокомбінати з холодильними установками в Полтаві, Києві, Вінниці, Мелітополі, Кременчуці, Миколаєві, Дніпрі, Луганську та Одесі і птахокомбінати — в Козятині (Вінницька обл.), Первомайську (Миколаївська обл.), Бахмачі (Чернігівська обл.). Докорінно реконструйовано діючі підприємства.

### Після війни
Під час Другої світової війни підприємствам м'ясної промисловості СРСР зазнали великих збитків. Так, в Україні було зруйновано майже всі м'ясокомбінати. Дуже потерпіло і тваринництво. В післявоєнні роки підприємства м'ясної промисловості відбудовано на новій технічній базі. Широко розгорнулось нове будівницто, що велося за типовими проектами, для яких характерні комплексність споруд, механізація та конвейєризація технологічних процесів. Було збудовано потужні підприємства м'ясної промисловості у великих промислових центрах. Найпотужніші підприємства галузі в УРСР: Київський м'ясокомбінат, Вінницький м'ясокомбінат, Дніпропетровський, Ворошиловградський, Одеський, Полтавський м'ясокомбінати. Крім державної промисловості, переробкою худоби децентралізованих заготівель займалася споживча кооперація. Широкого розвитку набуває виробництво пташиного м'яса, зокрема бройлерів на спеціалізованих птахофабриках Міністерства радгоспів УРСР, які розміщувалися поблизу промислових центрів республіки. В 1979 році в республіці було вироблено 213,4 тис. т м'яса птиці (1965 — 32,1 тис. т). Виробництво м'яса (включаючи субпродукти 1-ї категорії) із сировини державних ресурсів за 1981—85 порівняно з 1980 в країні за планом мало зрости на 34 %. Для м'ясної промисловості важливе значення мають випереджаючі темпи розвитку холодильного й енергетичного господарства, повне використання відходів виробництва для випуску сухих білкових кормів. Розробкою наукових питань подальшого розвитку м'ясної промисловості займалися Всесоюзний науково-дослідний інститут м'ясної промисловості (Москва), Український науково-дослідний інститут м'ясної і молочної промисловості, Український державний інститут з проектування м'ясної і молочної промисловості (Київ).

### Після відновлення незалежності
Після розпаду СРСР та проголошення незалежності України в 1991 році доля виробництва худоби і птиці в структурі валової продукції сільського господарства мала тенденцію до скорочення. В 1990 р. в Україні вона становила 32,0 %, а потім, до середини 1990-х рр., знизилась. Перехід від планової до ринкової моделі економіки йшов важко. У 2006 р. на неї припадало вже тільки 21 % всієї валової продукції українського сільського господарства (в порівняних цінах 2005 р., млн грн).
Зниження частки виробництва худоби і птиці відбувалося на фоні стрімкого скорочення виробництва всіх видів продукції тваринництва і більш помірного спаду виробництва в рослинництві. Згідно з офіційною статистикою, за роки незалежності значно знизився рівень рентабельності вирощування худоби і птиці. По яловичині він знизився з 20,6 % в 1990 р. до -42 % в 2000 р. і до -38 % в 2006 р. По свинині — з 20,7 % в 1990 р. до -44 % в 2000 р. і -9 % в 2006 р. Фактично поки лише в 2004—2005 рр., завдяки зростанню цін на яловичину і свинину, спостерігалось скорочення збитковості виробництва яловичини з -34 % до -25 % і зростання рентабельності виробництва свинини з -14 % до 15 %. По виробництву м'яса птиці рівень рентабельності впав з 17,0 % в 1990 р. до -33 в 2000 р. З 2003 р. він почав зростати завдяки притоку у дану галузь інвестицій, що дозволили модернізувати підприємства, а також завдяки зростанню попиту і цін на продукцію. У 2005 р. завдяки зростанню внутрішніх цін рівень рентабельності виробництва м'яса птиці зріс до 25 %. На жаль, зростання цін на корми стало причиною падіння цього показника до 12 %.
Зниження рентабельності вирощування сільськогосподарськими підприємствами худоби і птиці змусило їх скоротити даний вид діяльності, що призвело до суттєвого скорочення поголів'я сільськогосподарських тварин в Україні. Свій внесок у скорочення поголів'я худоби внесло також інтенсивне зростання експорту ВРХ до середини 1990-х рр. З 1990 р. по 2007 р. поголів'я ВРХ скоротилося в 4 рази до 5683,2 тис. голів в 2007 р., поголів'я свиней — в 2,5 рази до 7851,6 тис. голів, птиці — в 1,4 рази до 181,964 млн голів.
Проблеми економічного характеру, що виникли в 1990-х рр. перед великими сільськогосподарськими підприємствами, змусили їх позбавлятися від збиткових видів діяльності, до яких належало і вирощування худоби. Водночас сільське населення, борючись за своє існування, збільшило поголів'я худоби і птиці. Таким чином, за 1990-ті рр. в Україні склалася структура поголів'я за типами господарств, повністю відмінна від розвинених країн, тобто основна маса вирощуваної худоби і птиці знаходилася на подвір'ях населення.
Якщо в 1990 р. 86 % поголів'я ВРХ було зосереджено у великих сільськогосподарських підприємствах і 14 % в господарствах населення, то до 2007 р. структура корінним чином змінилася. На перші припадало 34 %, а на другі — 66 %. Аналогічно щодо поголів'я свиней: сільськогосподарські підприємства — 72 % в 1990 р. і 39 % в 2007 р., господарства населення — 28 % і 61 %. Поголів'я птиці: сільськогосподарські підприємства — 56 % в 1990 р. і 45 % в 2007 р., господарства населення — 44,0 % і 55 %.
В першій половині 2000-х років у зв'язку зі зростанням виробництва продукції з м'яса і збільшенням продажів на роздрібному ринку м'яса підвищувався попит на великі партії м'ясної сировини належної якості з низькою собівартістю і високою безпекою для використання, що має на увазі отримання його від великотоварного виробника. Структура поголів'я сільськогосподарських тварин в Україні, так само як і структура виробництва м'яса, залишалася такою ж, тобто з переважанням дрібнотоварного виробника — сільського населення країни. Слід зазначити, що серед підприємств, які належать до категорії великотоварного сільськогосподарського виробника, близько 46 % мало від 100 до 1000 голів ВРХ і 47 % від 100 до 1000 голів свиней (станом на 01.01.2007 р.).
Як уже згадувалося, виробництво м'яса в Україні різко знизилося в 1990—2005 рр. внаслідок падіння рівня рентабельності вирощування худоби і птиці, скорочення поголів'я, встановлення нераціональної структури поголів'я, переходу до дрібнотоварного виробництва вищими витратами кормів на виробництво одиниці ваги за одиницю часу. У вартісних показниках вже до середини 1990-х рр. обсяг її випуску скоротився в 2,1 рази до 14,469 млрд грн. порівняно з показником 1990 р. Після незначної тенденції до зростання, викликаної збільшенням забою худоби в 2001—2002 рр., спад виробництва продовжився. У 2006 р. даної продукції було вироблено на суму 19,9 млрд грн., що в 2,3 раза менше показника 1990 р. і на 18 % більше мінімального обсягу виробництва в 2000 р. Фізичний обсяг виробництва м'яса в забійній вазі скоротився аналогічними темпами: 1990 р. — 4358 тис. т, 1995 р. — 2294 тис. т, 2006 р. — 1723 тис. т.
Станом на 2007 рік змінилася структура виробництва м'яса в Україні за його видами. В 1990 р. 46 % виробництва м'яса припадало на яловичину, або 1986 тис. т., на другому місці стояла свинина — 36 %, або 1576 т, третє посідало м'ясо птиці — 16 %, або 708 тис. т. За цей час виробництво яловичини різко скоротилося. Зростання виробництва припало лише на кілька років, коли спостерігалося зростання забою худоби. На жаль, поголів'я ВРХ стабільно скорочувалося. Водночас прихід в птахівничу галузь нових господарів сприяв тому, що вперше в 2006 р. за обсягом виробництва даний вид м'яса посів перше місце в структурі виробництва м'яса в Україні — 34 %. Частки яловичини і свинини склали відповідно 33 % і 31 %.
Динамічне збільшення інвестицій в українську харчову переробну промисловість, зокрема в м'ясопереробну, сприяло відновленню виробництва готових виробів із м'яса. Дане зростання підкріплюється також зростанням доходів міського населення, що є головним споживачем виробів із м'яса і самого м'яса промислового виробництва. Відновлення нормальної роботи підприємств переробної галузі і порівняно низька купівельна спроможність населення спричинили на українському ринку попит на безпечну дешеву м'ясну сировину належної якості в промислових обсягах.
На 2007 рік українське виробництво яловичини і свинини переважно задовольняло роздрібний ринок, хоча все ще не здатне наситити його м'ясом за прийнятною ціною, оскільки у зв'язку з високими витратами на виробництво і загальним перебуванням дефіциту на ринку ціни мають стабільну тенденцію до зростання. Виняток становить курятина, виробництво якої забезпечує швидкі гроші унаслідок коротшого виробничого циклу. Це стало причиною значних інвестицій у птахівничу галузь, що спричинило зниження собівартості вітчизняної курятини до рівня, порівняного з собівартістю даного виду м'яса зарубіжного виробництва, а також збільшення обсягів її виробництва. Однак навіть вітчизняне промислове виробництво курятини, яке зросло, в основному забезпечує потреби роздрібного ринку.
Згідно з прогнозами аналітиків, наступним на черзі потоком інвестицій стоїть свинарство, оскільки свинина також має порівняно короткий цикл виробництва, є основною сировиною для м'ясопереробної промисловості і традиційним продуктом харчування для українського населення. На 2007 рік українські компанії інтенсивно вивчали можливості організації вертикально інтегрованих структур з виробництва свинини і її попиту, подібних тим, що вже налагоджені в птахівництві. Окремі компанії налагодили і впровадили альтернативні технології утримування свиней, що відповідають сучасній українській дійсності. Треба зазначити, що з 2005 р. спостерігалося збільшення поголів'я свиней в сільськогосподарських підприємствах: 2005 р. — 2602,4 тис. голів, 2006 р. — 3254,2 тис. голів. На жаль, зниження закупівельних цін в 2007 р. при збільшенні цін на корми спровокувало скорочення поголів'я свиней в даній категорії господарств до 3037,4 тис. голів. Слід також зазначити, що свій позитивний вплив на виробництво м'яса мали державні виплати за здавання худоби більшої ваги на забій.
В Україні переробкою худоби і птиці на м'ясо займалося близько 550 підприємств. При цьому спостерігалося скорочення загальної кількості підприємств. Кількість м'ясокомбінатів, що виробляють понад 1000 т, залишається практично стабільною, як і їх частка в загальному обсязі виробництва даної продукції. Таким чином, зміні підлягає переважна кількість дрібних м'ясопереробних підприємств, що є характерною тенденцією в м'ясопереробних галузях колишніх соцкраїн, зокрема країн Східної Європи. У зв'язку з прогнозованим посиленням ветеринарного контролю і санітарних норм можна зробити висновок, що дана тенденція скорочення дрібних підприємств збережеться. Додаткову роль в скороченні кількості боєнь зіграла заборона імпорту Росією продукції українського тваринництва з 20 січня 2006 р.
В найбільших обсягах серед готової м'ясної продукції в Україні виробляються ковбаси. У 2007 р. виробництво даних виробів зросло на 9 % до 316,9 тис. т у зв'язку із збільшенням попиту на даний товар у країні.
Досить перспективним напрямом в Україні розглядається виробництво м'ясних напівфабрикатів. У 2005 р. найбільший український виробник м'яса птиці відкрив виробництво напівфабрикатів з даної сировини, а один з найбільших м'ясокомбінатів — виробників м'ясних напівфабрикатів — був викуплений західноєвропейською компанією. У 2006—2007 рр. багато м'ясокомбінатів, чий бізнес переважно полягав в експорті м'яса до Росії, були змушені або закритися, або перейти на постачання своєї продукції на внутрішній ринок. При цьому ті, хто вирішив поставляти на внутрішній ринок просто охолоджене м'ясо, зіткнулися з відсутністю досвіду продажів і були вимушені або практично з нуля починати розвивати даний бізнес, або викупляти підприємства з вже існуючою структурою збуту товару усередині країни. Через ці міркування частина підприємств вирішила піти в виробництво напівфабрикатів, ринок яких в Україні фактично лише починав розвиватися і де рентабельність виробництва була досить висока. У 2007 р. виробництво напівфабрикатів досягло 175 тис. т.
Природно, що у зв'язку з скороченням обсягу виробництва м'яса знизився і такий показник, як виробництво даної продукції на душу населення. Якщо в 1990 р. воно складало 84 кг на українця, то в 2001 р. знизилось до 31,2 кг. Лише на початку 2000-х спостерігалося його зростання, пов'язане зі збільшенням забою худоби через вищезазначені причини і зростанням виробництва м'яса птиці і свинини, — 36,8 кг м'яса в 2006 р. Водночас значно зросла платоспроможність населення порівняно з її рівнем на початку 1990-х рр., що викликало збільшення споживання м'яса і продукції з нього, які залишаються найдорожчими з продуктів харчування.
Паралельно з підвищенням доходів населення і підвищенням попиту на м'ясо, переробна галузь, яка була досить розвиненою за часів СРСР і прийшла до занепаду в 1990-х рр., інтенсивно нарощувала обсяги виробництва. Історичний розвиток ситуації в переробній галузі повністю відбився у зміні реалізації худоби і птиці за каналами збуту.
У 1990 р. структура реалізації великими сільськогосподарськими підприємствами виглядала так: переробним підприємствам — 94,8 %, населенню (в тому числі на ринку) — 5,1 %, інші канали (в рахунок орендної плати, безпосередньо підприємствам торгівлі і громадського харчування, суспільним установам тощо) — 0,1 %. До середини 1990-х рр. частка реалізації переробним підприємствам знизилася вдвічі, а населенню — збільшилась у вісім разів. У 2006 р. ці ж показники мали наступний вигляд: переробним підприємствам — 35,2 %, населенню (у тому числі на ринку) — 12,1 %, інші канали — 52,7 %.
Згідно з офіційними даними, рівень самозабезпечення України м'ясом досить високий (відношення виробництва до внутрішнього споживання): 1995 р. — 108,3 %, 2000 р. — 102,7 %, 2004 р. — 86,7 %, 2006 р. — 87,3 %. Однак слід зазначити, що даний показник не зовсім реально відображає картину задоволення потреб України як у цілому в цій продукції, так і в окремих її видах. Українські виробники готових виробів із м'яса зазнають дефіциту дешевої безпечної якісної вітчизняної м'ясної сировини для м'ясопереробки. Водночас шлях до України дешевій безпечній якісній імпортній сировині перекривають високі ставки ввізного мита, покликані врятувати від повного розорення підприємства, які займаються відгодівлею тварин. Правда, з 1 січня 2008 р. за багатьма товарними позиціями почали діяти нові знижені ставки ввізного мита, проте навіть при їх сплаті офіційно ввезене м'ясо не буде конкурентоспроможним за ціною порівняно з українським аналогом.
З іншого боку, українські виробники, зокрема пташники, користуючись ветеринарними заборонами на ввезення м'яса птиці з окремих країн світу до України і зростанням цін на конкуруючі види м'яса, зокрема яловичину (свинину), в 2004—2007 рр. зберігали високий рівень цін на свою продукцію, що негайно стимулювало імпорт м'яса. Імпортна м'ясна сировина різними шляхами все ж потрапляє до України, минаючи митницю, що ускладнює ситуацію на ринку у зв'язку з відсутністю обліку ввезеного таким чином м'яса.
У першій половині 2000-х широкої популярності набули схеми ввезення м'яса як давальницької сировини. У 2007 р. даний вид ввезення набув такого розмаху, що з 1 квітня по 1 вересня спеціальною постановою Кабінету міністрів України було заборонено використовувати м'ясо як давальницьку сировину в давальницьких операціях. Згідно з наступною постановою, що стосується даного виду операцій, заборона була продовжена на термін з 1 листопада 2007 р. до 1 квітня 2008 р. Офіційні дані щодо імпорту часто значно нижче реального ввезення м'яса на територію України, що природно сприяє зниженню такого показника, як внутрішнє споживання, а отже і завищенню офіційного показника рівня самозабезпечення України в даній продукції.
Згідно з офіційними даними, експорт м'яса з України в 2002—2004 рр. коливався на рівні 82-184 тис. т, що складало всього 5-11 % від його виробництва в країні. У 2006 р. унаслідок російської заборони на ввезення української продукції тваринництва її експорт скоротився до 29 тис. т. У 2007 р. Росія дозволила імпорт продукції 13 українських м'ясокомбінатам. Це призвело до зростання українського експорту м'яса, проте всього лише до 40 тис. т. Хоча російська заборона і призвела до обвалу українського експорту, проте основною причиною відсутності великого експорту було значне зниження виробництва, яке відбулося протягом попередніх років, а також високі ціни на вітчизняне м'ясо порівняно з цінами на м'ясо основних країн-експортерів. Унаслідок цього єдиним ринком збуту українського м'яса виступала Росія, а єдиним видом м'яса українського виробництва, яке туди експортувалося, була морожена яловичина. Даний товар поставлявся в напівтушах і як безкісткове м'ясо.
Унаслідок зростання поставок на російський ринок безкісткового м'яса інших країн-виробників і рекордного зростання цін на м'ясо в Україні в 2004—2006 рр. експорт української безкісткової яловичини помітно скоротився. Треба зазначити, що унаслідок зростання цін в 2007 р. воно не поставлялося на російський ринок. Свого часу з України був також експорт безкісткової свинини, проте це був експорт готової продукції з мінімальним ступенем переробки, виробленої з давальницької сировини.
Експорт готової до вживання продукції з м'яса досить незначний унаслідок затребуваності даної продукції на ринку України, а також обмеженою можливістю її збуту лише до Росії, де вона стрічається з гострою конкуренцією з боку аналогічних російських товарів у великих містах і низькою платоспроможністю основної маси населення в регіонах. Більш того, в 2007 р. експорт даної продукції скоротився в 2,8 рази через заборону поставок даної продукції до Росії і припинення виконання давальницьких операцій з м'ясом.
Імпорт м'яса до України досить обмежений через високі ставки ввізного мита, що роблять легально ввезений товар неконкурентоспроможним за ціною на внутрішньому ринку України. Тем не менш, за офіційними даними, імпорт м'яса в 2002—2007 рр. коливався у межах 85-366 тис. т. В основному Україна імпортувала м'ясо птиці, яке було найдешевшим видом м'яса серед вироблюваних сьогодні у світі, що є важливою характеристикою при реалізації на українському ринку. М'ясо птиці в Україні затребуване як переробною промисловістю (найдешевша сировина), так і роздрібною торгівлею. У 2007 р. структура імпорту м'яса за видами мала наступний вигляд: м'ясо птиці (63 %), свинина (30 %), яловичина (4 %).
Україна має всі необхідні умови для нарощування виробництва якісної продукції м'ясопереробної галузі, зокрема м'яса і готової продукції з нього. До них належать прийнятні кліматичні умови, наявність досвіду ведення великотоварного виробництва м'яса у минулому, відновлення переробної промисловості і зростання попиту на сировину. Також сприятливо відбивається на великотоварному виробництві м'яса зростання платоспроможності населення і збільшення попиту на роздрібному ринку на м'ясо і готову продукцію з нього, стрімкий розвиток мереж роздрібних підприємств торгівлі, удосконалення каналів реалізації продукції, наявність кваліфікованих кадрів і відносно дешевої робочої сили.
Серед перешкод швидкому відновленню виробництва можна назвати слабку сировинну базу внаслідок рекордного скорочення поголів'я за минулі роки, нераціональність структури розподілення поголів'я за категоріями господарств, відсутність чіткого контролю над пересуванням м'ясної сировини всередині країни, поточну високу відсоткову ставку за кредитами на українському ринку за необхідності значного оновлення матеріально-технічної бази і впровадження сучасних технологій виробництва на підприємствах.

### 2018
За перше півріччя українські м'ясопереробні підприємства випустили майже 118 тис. тонн ковбасних виробів. Це на 5 % більше ніж за перші півроку 2017. Найвідчутніше збільшилося виробництво вареної групи продуктів, на які припадає понад дві третини усього виробництва ковбас. За січень-червень 2018 року випуск цієї продукції майже сягнув 81 тис. т, що на 3,9 % більше ніж за аналогічний період попереднього року.
Другі за обсягами випуску в загальній структурі напівкопчені ковбаси додали 3,5 %, а треті — варено-копчені, сиров'ялені та сирокопчені ковбаси — 3,2 %. Випуск копчено-запечених зріс на 8,3 % проте питома вага цієї групи ковбас незначна (1,2 %) тож не мала дуже відчутного впливу на загальний доробок.
Також частка виробництва ковбас у загальній структурі випуску м'яса та м'ясопродуктів промисловими підприємствами складає 11,5 %, а виробництва безпосередньо м'яса всемеро більше.
У 2018 році у тваринництві вперше за останні 25 років рентабельним стало виробництво м'яса великої рогатої худоби — 3,4 %, проти -24,8 % у 2016 році. Крім виробництва м'яса ВРХ, також стало рентабельним виробництво м'яса свиней: 3,5 % проти -4,5 % в 2017 році.

## Зовнішня торгівля

### Імпорт
У 2017 році на 29 % зріс обсяг імпортованого жиру ВРХ, овечого й козячого — 608 тонн проти 472 тонн у 2016 році. В грошовому вираженні він збільшився на 37 % — з $542 тис. у 2016 році до $740 тис. у 2017 році. У 2017 році 99 % жиру ВРХ, овечого й козячого Україна купувала в Німеччині.

### Експорт
За підсумками 2017 року Україна експортувала близько 271 тис. тонн м'яса й субпродуктів птиці. За даними ДФС Україна за підсумками 2017 року експортувала 271,33 тис. тонн м'яса й субпродуктів птиці, що на 11,5 % більше, ніж за 2016 рік. В грошовому вираженні експорт курятини в 2017 році виріс на 25 % — до $389,64 млн. В 2016 році експорт складав $292,5 млн. Основними імпортерами українського м'яса птиці за звітний період стали Нідерланди (на $78,07 млн), Єгипет (на $65,24 млн) й Ірак (на $42,67 млн). Експорт до цих країн склав 54,37 тис. тонн, 45,42 тис. т і 29,71 тис. тонн м'яса птиці відповідно.
У 2017 році Україна у 4,8 раза збільшила експорт жиру великої рогатої худоби, овечого й козячого — до 2 тис. тонн проти 416 тонн у 2016 році. Це рекордний обсяг з 2011 року. При цьому в грошовому еквіваленті експорт жиру ВРХ, овечого й козячого за рік зріс лише у 3,2 рази — до $842 тис. проти $263 тис. у 2016 році. Переважна частина українського експорту жиру ВРХ, овечого й козячого (66 %) в 2017 році постачалася до Польщі. 21 % купувала Чехія, ще 12 % — Словаччина.
Українську курятину купують 80 країн світу. При цьому лише з початку 2018 року свої ринки відкрили відразу Албанія, Гана, Гонконг і Марокко. За 7 місяців 2018 року було експортовано майже 200 тис. тонн курятини, що на 8 % більше за аналогічний період попереднього року. Станом на середину вересня 2018 року Україна посідає 7 місце за експортом м'яса бройлерів у рейтингу країн-експортерів. Найбільшими світовими імпортерами є Японія, Мексика, ЄС, Ірак, Південна Африка, Саудівська Аравія, Куба, Гонконг, Об'єднані Арабські Емірати, Ангола. У рейтингу ЄС щодо постачання курятини Україна посідає третє місце. Однак не всі українські виробники мають дозвіл на ввезення своєї продукції до європейських країн.

## Підприємства
- Ватутінський м'ясокомбінат
- Черкаська продовольча компанія
- Чугуївський м'ясокомбінат
- Безлюдівський м'ясокомбінат
- Глобинський м'ясокомбінат
- Вовчанський м'ясокомбінат
- Красноградський м'ясокомбінат
- Лозівський м'ясокомбінат
- М'ясокомбінат Ятрань
- М'ясопереробна фабрика Алан
- Чернігівський м'ясокомбінат
- Кременчуцький м'ясокомбінат
- Лисичанський м'ясокомбінат
- Краматорський м'ясопереробний завод
- Тульчинський м'ясокомбінат
- Тернопільський м’ясокомбінат
- Салтівський м'ясокомбінат
- Богодухівський м'ясокомбінат
- Бердянський м'ясокомбінат
- Київський м'ясокомбінат
- ТМ Маршалок